# 1669
1669 (MDCLXIX) fue un año común comenzado en martes, según el calendario gregoriano.

## Acontecimientos
- 25 de febrero: El jesuita austriaco Nithard es destinado a Roma como embajador extraordinario, después de que la reina Mariana de Austria aprobase la demanda de expulsión exigida por Juan José de Austria.
- 11 de marzo: en Sicilia, la erupción del volcán Etna deja 20 000 muertos.
- En Bengala (India), una gran hambruna deja cerca de tres millones de muertos.
- Portugal se vuelve a independizar de España.
- Henning Brand descubre el fósforo.
- El científico inglés Isaac Newton escribe su teoría sobre la composición de la luz.
- En la villa francesa de La Rochelle (golfo de Viscaya) se inicia el primer tornado documentado de Francia. La tormenta llegará a París, dejando un rastro de destrucción a lo largo de 400 km.

## Nacimientos
- Eudoxia Lopujiná, emperatriz rusa.

## Fallecimientos
- 16 de mayo: Pietro da Cortona, arquitecto y pintor barroco italiano (n. 1596).
- 4 de diciembre: Rembrandt, pintor neerlandés (n. 1606).
- 9 de diciembre: Clemente IX, papa italiano (n. 1600).